# オーキド・シゲル
オーキド・シゲルは、任天堂のゲームソフト『ポケットモンスター』を原作とするアニメ『ポケットモンスター』シリーズに登場する架空の人物。声優は小林優子。

## プロフィール
- 出身地：カントー地方・マサラタウン
- 職業：ポケモン研究者、元ポケモントレーナー
- 年齢：10歳
- 登場時期[注 2]：PM・BF・DP・SS・MV・PM2
- 主な経歴（ポケモンリーグ編）
  - ポケモンリーグ・セキエイ大会：ベスト32
  - ジョウトリーグ・シロガネ大会：ベスト16

## 各国の日本国外名
- 英語：Gary Oak

## 人物
サトシの幼馴染であり、終生のライバル。オーキド博士の孫。一人称は「僕」。
当初は非常に気障で、行動も派手で奔放であり、サトシに対しては特に嫌味で高飛車な言動をとり見下していた。しかし、彼との度重なるバトルで徐々に正当なライバル心を燃やすようになる。トレーナーになる以前からのサトシとの因縁である「引き分けのモンスターボール」は、半分に割れた上部の赤い部分を所持しており、歩む道は違えどライバルであることの証のような存在となっている。
トレーナー時代から、カントー編でバッジを余分に10個獲得していたり、手持ちのポケモンを定期的に入れ替えて育て上げていたりと、完璧主義な面が見受けられ、サトシやオーキドから「マメ」と言われることもあった。また、無印63話でサカキのミュウツーに敗北するまで1度も負けたことがなく、性格を差し引けば非常に優秀なトレーナーとして描かれている。シリーズを通し自身のポケモンをとても大切に扱っているが、サトシと違ってポケモンを「友達」や「仲間」として認識している様子はない。しかし無印初期にはキザな性格から、ポケモンを自分の「恋人」扱いするような描写が多々あった。
研究者としては祖父譲りの天才肌で、冷静沈着で理知的であるが、責任感の強さから1人で抱え込むような言動をとることも多い。当初はサイダ島の研究所でコバラ博士（声 - 甲斐田裕子）とともにプテラの化石についての研究をしていた。その際、プテラの卵の化石と秘密の琥珀を使いプテラを復活させることに成功している。後にシンオウ地方へ移り、ポケモンの生息分布や生態の研究の他、ポケモンを保護するプロジェクトチームにも参加している。ナナカマド博士とも知り合っており、サトシたちからナナカマドに報告のあった湖の調査をしたこともあった。トレーナーを引退した後も自分のポケモンの育成は続けているようで、その強さはトレーナーを引退したのにもかかわらず磨きがかかっており、バトルフロンティアを制覇したサトシとのバトルに圧勝するほどである。
PM2ではプロジェクトミュウに参加しており、そこで課せられるミッションをトップで通過するなどトレーナー時代と変わらない優秀な結果を残している。
オーキド博士を「ポケモン川柳の人」と呼ぶヒカリからは、「川柳の人のお孫さん」と呼ばれている。
サトシと出身地が同じであることは本編でも語られるが、序盤では2人が特に親しい幼馴染み同士であることは分かりづらい。その後のサトシの言動で昔から交流があることが分かり、シロガネ大会時にサトシが幼馴染みだと発言している。また、わずかに描かれた幼少期ではサトシと家族ぐるみの付き合いをしていたことが分かり、2人の付き合いが相当長いことが明確になった。ジョウトリーグの時にサトシの母のハナコとオーキド博士から「2人は幼い頃からお互いに最も気になる友人である」と語られており、過去の回想シーンからは、昔からシゲルがサトシに嫌味を言い、サトシがそれに反発するという構図が出来ていたことが読み取れる。現在はそのような幼い面はほとんどなく、ジョウト編以降はサトシの実力を認めたりアドバイスしたりとライバル兼親友のように見ている。
当初はサトシのことを「サートシくん」と馬鹿にしたような呼び方をしていたが、ジョウト編以降は少なくなり「サトシ」と呼んでいる。また、トレーナー時代はオーキド博士を「おじい様」と呼んでいたが、研究者になってからは「オーキド博士」と呼んでいる。
12年ぶりにPM2に登場。シンオウ地方での研究を離れた後は、世界中のポケモンの研究をしている。特に全てのポケモンの遺伝子を持つとされるミュウに対しての研究に興味を示している。その為、「プロジェクト・ミュウ」に参加し、ミッションとして課されていたファイアーの羽を手に入れた。久々に合流するサトシとは良好な関係を見せたが、サトシのパートナーのゴウに対しては度々挑発をした。また、サトシ達と同様スマホロトム（声 - 三木眞一郎）を所持していた。
前述のようにゴウに対しては挑発しているが、これはゴウをプロジェクトミュウに参加させようと発奮させたり、成長を促させるためであり、サトシやオーキド博士からもゴウに対して指摘させている。
映画『ミュウツーの逆襲』にも少しだけ登場する。映画『キミにきめた!』では冒頭のシーンに「ゼニガメを選んだ少年」として後ろ姿が登場するのみで、名前を呼ばれることはなく、サトシとの接点についても一切語られていない。
容姿のモデルはゲーム『ポケットモンスター 赤・緑・青・ピカチュウ』のライバル。また、BF編からDP編までのシゲルの服装は『ファイアレッド・リーフグリーン』のライバル、PM2では『ハートゴールド・ソウルシルバー』のグリーンの服装となっている。また研究者らしく白衣を着こなすこともある。
名前の由来は「マリオシリーズ」などの開発で知られる任天堂の宮本茂から。これは田尻智が宮本を尊敬していることからきており、田尻はシゲルを「常にライバルとしてサトシの少し先を行く存在」と捉えている。そのためシゲルからはこれを反映した傾向が見られる。

## 略歴
サトシと同時期にポケモントレーナーとして旅立った4人のトレーナーの内の1人で、その中でも1番手に位置する有望なトレーナーである。村1番の名家オーキド家の息子として華やかな見送りを受ける。サトシら他のライバルを含めて1番バッジやポケモンを集めるなど一歩リードする形で、サトシと出くわす度、馬鹿にしていた。しかしトキワジムリーダーを務めていたサカキのミュウツーに敗れ、その後のポケモンリーグのセキエイ大会では4回戦でサトシより先に敗退する。
その後修行を重ねて、117話でマサラタウンに帰ってきて、サトシと初めてのバトルに勝つ。
金銀編では度々サトシらと出会い、ジョウトリーグの決勝トーナメント1回戦でサトシに敗北したことを機に、ポケモントレーナーを引退した。その後は祖父であるオーキド・ユキナリと同じように、ポケモンの研究に携わるようになる。旅立つ際にカメックス以外のポケモンを博士に預けており、AG以降サトシがピカチュウ以外のポケモンを博士に預けるきっかけになった。
AG編ではジンダイに苦戦しているサトシに陣中見舞いとしてシンオウ地方の写真の絵葉書を送り、オーキドからシンオウにいることが語られ、その後最終回でサトシと再会し、天狗になっていたサトシに勝利をして、すぐシンオウへ戻っていた。
DP編ではナナカマド博士ポケモンを保護するプロジェクトチームにも参加しており、DP45話でJに狙われていたタテトプスを守るため、サトシらと偶然出くわして、途中タテトプスが捕まるも無事任務をやり遂げた。
85話ではバトルを怖がっていたサトシのグライガーの克服に力を借した。
149話ではギンガ団と手を組んだJからアグノムを守るため、リッシ湖に向かうもマーズらによって邪魔されてしまう。その後150話で一連の騒動を解決後、ギンガ団が奪ったしらたまをカンナギシティの博物館に戻すため、カラシナ博士に同行した。
DAEDではケンジやシンジと手を繋いでいた他、同作最終回サトシのイメージシーンに登場。
PM2では50話以降のオープニングに登場。本編で68話で登場。マサラタウンオーキド研究所に帰郷し、祖父のオーキド博士にも挨拶していた。「プロジェクト・ミュウ」に参加しており、ミッションとして課されていたファイヤーの羽を入手した。その後プロジェクト・ミュウのミッションを全てクリアし、ミュウ探索の正式実行部隊のチェイサーとなる。127話でゴウらとともに「さいはてのことう」でミュウの探索をするもグラードンとカイオーガに遭遇するなどトラブルに巻き込まれる。
MPMの最終回ではオーキド博士に新人用トレーナーのポケモンを渡しに訪れ、サトシにポケモンワールドチャンピオンシップスで優勝したことを祝うも、「チャンピオンになった君はどこまでポケモンマスターに近付けたのかな？」と言い残し、去っていった。

## シゲルのポケモン

### 無印編から登場したポケモン

#### カメックス
ゼニガメ（→カメール）→カメックス
- 声 - 石塚運昇（JT～DP）→最上嗣生（PM2）
- 登場時期：JT・DP・PM2

271話から登場。シゲルの最初のポケモン。シゲルにとって最高のパートナーであり、最強のポケモンでもある（シロガネ大会時に語られた）。シゲルが所持していることが明確ではなかった無印4話でもサムライの回想シーンでもゼニガメがカイロスを倒したことが語られている。「ハイドロポンプ」や「ロケットずつき」といった攻撃から「こうそくスピン」へ繋げる防御にも優れる。シロガネ大会ではサトシのベトベトンを一時撤退させ、ヘラクロスとベイリーフを難なく倒す。リザードンとの対決で岩のフィールドを「かえんほうしゃ」で溶かしたことで動きを封じられる。その後「ハイドロポンプ」でフィールドを冷やすが、冷やしたことにより発生した蒸気でリザードンを見失った上接近戦に持ちこまれ、「ちきゅうなげ」を受けて倒される。
DPでは45話に登場し、ハンターJからタテトプスを守るため、サトシのピカチュウとタッグを組んでドラピオンとボーマンダと戦うが圧倒されてしまった。
別冊コロコロコミックの漫画版ではサトシのピカチュウとの激戦の末倒された。
劇場版『ポケットモンスター キミに決めた!』ではシゲルがゼニガメをパートナーとして選ぶシーンがある。
PM2では久々にシゲルのパートナーとして登場。伝説のファイヤー相手に善戦するも「もえつきる」からの「ぼうふう」によって敗れてしまう。
現在の使用技は「ハイドロポンプ」、「ロケットずつき」、「こうそくスピン」、「みずのはどう」。以前は「みずでっぽう」、「ハイドロカノン」、「かみつく」、「からにこもる」も使用。

#### ブラッキー
イーブイ→ブラッキー
- 声 - かないみか（イーブイ）→こおろぎさとみ（ブラッキー）
- 登場時期：OS・JT・DP・SS・PM2

118話から登場。オレンジ諸島編ラストの時点で、育てたポケモンの中で特に自信があるとのこと。オレンジリーグで優勝し、マサラタウンへと戻ったサトシとの対決でシゲルが使用し、サトシのピカチュウを破る。第173話「ブラッキー!やみよのたたかい!!」で再登場した際にはブラッキーに進化していた。バトルでは相性のいいフーディンを倒している。
DP151話ではギンガ団と戦うも、圧倒されてしまう。
PM2でもトライアルミッションのパートナーとして登場。フリーザーの「ぜったいれいど」に敗れるも、「あやしいひかり」で混乱させることに成功する。
現在の使用技は「サイコキネシス」、「つきのひかり」、「めざめるパワー」、「でんこうせっか」、「あやしいひかり」（PM2）。進化前は「ロケットずつき」、「とっしん」、「かげぶんしん」、「リフレクター」も使用。

#### ウインディ
ウインディ
- 声 - 小西克幸（PM・カントー編）→三木眞一郎（PM・ジョウト編、PM2）
- 登場時期：PM・MV・PM2

63話から登場。トキワジムでのサカキとの戦いで相性の悪いキングラーを倒すが、ニドキングと共に鎧をまとったミュウツーに立ち向かったが、エスパー技により手も足も出ず倒される。また、ジョウトリーグのサトシ戦でも使用し「ほのおのうず」を繰り出すが、カビゴンが渦の中から「はかいこうせん」を放ち一撃で敗れる。
PM2にも登場。フリーザーとのレイドバトルに三体目として登場。フリーザーの「ぜったいれいど」から庇うためにピカチュウと共に敗れる。
オレンジ諸島編のOPでは、代わりに進化前のガーディが登場しているがおそらく、ガーディから育て上げたという可能性もある。
使用技は「だいもんじ」、「とっしん」、「ほのおのうず」、「かえんぐるま」、「かえんほうしゃ」（EVOLTION、PM2）。

#### ニドクイン
ニドクイン
- 声 - 小西克幸
- 登場時期：PM

117話から登場。圧倒的なパワーで研究所を襲ってきたロケット団を「かいりき」で撃退した。シゲルにとってはカメックスに次ぐ戦力のような立場で、シロガネ大会では突進してきたサトシのケンタロスを受け止め難なく「はかいこうせん」で倒すが、カビゴンの「れいとうパンチ」に敗れる。
使用技は「メガトンパンチ」、「はかいこうせん」、「いわくだき」、「にどげり」、「かいりき」。

#### ニドキング
ニドキング
- 声 - 小西克幸
- 登場時期：KT・MV

63話から登場。トキワジムのサカキとのバトルにおいて、サカキのゴローニャを「たいあたり」同士のぶつかり合いで下し、ウインディと共に鎧をまとったミュウツーに立ち向かったが、エスパー技により手も足も出ず倒される。ポケモンリーグセキエイ大会でも使用するが、対戦相手のゴローニャの繰り出した「ちきゅうなげ」によって力尽きる。
使用技は「たいあたり」、「つのでつく」。

#### ブーバー
ブーバー
- 登場時期：JT

271話から登場。ジョウトリーグで使用し、サトシのヘラクロスと激突。ヘラクロスの「みだれづき」に投げ飛ばされるも、自らの体を「だいもんじ」で包み込んでヘラクロスに体当たりし、さらに密着状態から「かえんほうしゃ」を放つ。しかしヘラクロスは羽の羽ばたきで炎を吹き飛ばし、「メガホーン」の直撃をくらい倒された。
使用技は「だいもんじ」、「かえんほうしゃ」。

#### ハッサム
ハッサム
- 声 - 小西克幸
- 登場時期：JT

272話から登場。ジョウトリーグで使用。素早い動きと強力なパワーでカビゴンとベトベトンを倒すが、リザードンの素早さには敵わず「かえんほうしゃ」に敗れた。
使用技は「メタルクロー」、「スピードスター」、「でんこうせっか」、「はがねのつばさ」。

#### ゴローニャ
ゴローニャ
- 登場時期：JT

272話から登場。ジョウトリーグで使用。リザードンを「マグニチュード」でダメージを与えるも、リザードンが「ちきゅうなげ」を決めようとしたが、ポケモンの中でもカビゴンに次ぐ重さによって落としてしまい、「ころがる」で突進した際にリザードンの「りゅうのいかり」をまともに受けて敗れる。
使用技は「マグニチュード」、「ころがる」。

#### ドードリオ
ドードー→ドードリオ
- 登場時期：KT・SS

67話から登場。サイダ研究所ではドードリオに進化しておりヤマトとコサブロウとのバトルで使用し、「ドリルくちばし」でヘリコプターを破壊した。
使用技は「ドリルくちばし」。

#### クラブ
クラブ
- 声 - 愛河里花子
- 登場時期：KT

13話から登場。サトシのクラブとは対照的に、通常の個体よりも大きく、キングラー並みの大きさである。

#### その他
ヘルガー、カイロス、フーディン、オニドリル、エアームド、キングドラ
- 登場時期：JT（ゲスト）

いずれもシロガネリーグのデータによる確認のみの登場で、技等は明かされていない。
この他にも多数所持し、カントー編の段階でオーキド研究所に200匹以上預けていることが確認され、当時カントー地方のポケモンは150（ミュウを含めれば151）匹存在していたため同じ種類のポケモンを複数捕獲することもしていたことになる。このため劇中で描写されたポケモンはあくまでも一部である。

### AG編から登場したポケモン

#### エレキブル
エレキブル
- 声 - 石塚運昇（BF～DP）→三宅健太（PM2）
- 登場時期：BF・DP・PM2

AG192話から登場。シンオウ地方のポケモンの為、その時点でのサトシのポケモン図鑑にはデータが表示されなかった。DPでは45話から登場し、シゲルの主戦力として活躍している。
ピカチュウとの一騎討ちではかみなりパンチ一発で勝利するという実力を見せた。この敗北がサトシがシンオウ地方へ行くきっかけを作った。
DP151話ではギンガ団と戦うも、圧倒されてしまう。
PM2においてもシゲルの手持ちとして登場。ピカチュウとコンボででんき技を繰り出し、ファイヤーの羽を落とさせた。
使用技は「アイアンテール」、「かみなりパンチ」、「かみなり」、「まもる」。

### PM2から登場したポケモン

#### バンギラス
バンギラス
- 登場時期:PM2

PM2から登場。プロジェクト・ミュウのトライアルミッションにおいてのパートナーとして登場。しかし、伝説のフリーザー相手に相性は良かったものの、パワーの桁違いにより見せ場もないまま、サトシのネギガナイト、ゴウのヒヒダルマ、トキオのイエッサンと共に一撃で敗れる。

#### ブリムオン
ブリムオン
PM2の113話から登場。レジエレキ・レジドラゴとのバトルで使用。レジエレキの「サンダープリズン」でダメージを与えられ、レジドラゴの「アームハンマー」を食らい敗北。
使用技は「サイコカッター」、「マジカルシャイン」。

#### レジドラゴ
レジドラゴ
PM2の113話から登場。シゲル初の伝説のポケモン。通常の個体より一回り小さい。レジエレキとの連携でゴウのフライゴンとシゲルのブリムオンを倒すも、自身の放った「たつまき」を利用されエースバーンとカメックスに敗れゲットされる。
使用技は「ドラゴンエナジー」、「アームハンマー」、「たつまき」。